# 門橋

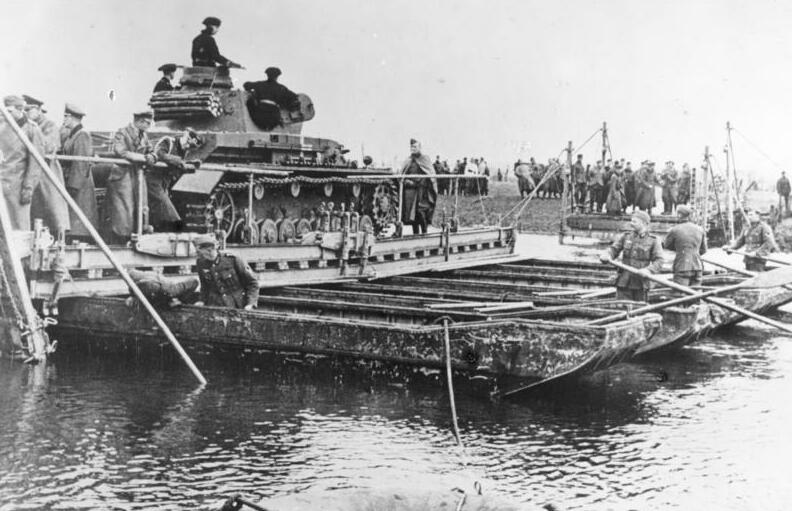
ドイツ軍が戦車の渡河に使用中の門橋。

門橋（もんきょう）は、陸軍の渡河材料のひとつである。数隻の船を連結して板を渡し、渡し船として使用する。小型の船には乗せられないような車両・火砲などの重装備の渡河に使用する。